# Lobocleta nelata
Lobocleta nelata là một loài bướm đêm trong họ Geometridae.